# Городские населённые пункты Бурятии
В составе Бурятии находятся 18 городских населённых пунктов, в том числе:
- 6 городов, среди которых выделяются:
  - 2 города республиканского значения (в списке выделены оранжевым цветом) — в рамках организации местного самоуправления образуют отдельные городские округа,
  - 4 города в составе районов (в рамках организации местного самоуправления входят в муниципальные районы);
- 12 посёлков городского типа.

## Города
| № | название        | район/ город республиканского значения | население (чел.) | статус города с |
| - | --------------- | -------------------------------------- | ---------------- | --------------- |
| 1 | Бабушкин        | Кабанский район                        | ↘4209            | 1902 года       |
| 2 | Гусиноозёрск    | Селенгинский район                     | ↗24 319          | 1953 года       |
| 3 | Закаменск       | Закаменский район                      | ↘10 556          | 1944 года       |
| 4 | Кяхта           | Кяхтинский район                       | ↘17 758          | 1805 года       |
| 5 | Северобайкальск | Северобайкальск, город                 | ↗24 375          | 1980 года       |
| 6 | Улан-Удэ        | Улан-Удэ, город                        | ↘435 067         | 1690 года       |

### Утратившие статус города
| Название       | Город с   | Город до  |
| Баргузин       | 1783 года | 1927 года |
| Новоселенгинск | 1684 года | 1906 года |

## Посёлки городского типа
| №  | название      | район                    | население (чел.) | статус пгт с |
| -- | ------------- | ------------------------ | ---------------- | ------------ |
| 1  | Заиграево     | Заиграевский район       | ↘4539            | 1973 года    |
| 2  | Каменск       | Кабанский район          | ↗6300            | 1961 года    |
| 3  | Кичера        | Северо-Байкальский район | ↘840             | 1979 года    |
| 4  | Наушки        | Кяхтинский район         | ↘2258            | 1954 года    |
| 5  | Нижнеангарск  | Северо-Байкальский район | ↘3724            | 1938 года    |
| 6  | Новый Уоян    | Северо-Байкальский район | ↘2660            | 1976 года    |
| 7  | Онохой        | Заиграевский район       | ↘9143            | 1954 года    |
| 8  | Северомуйск   | Муйский район            | ↗890             | 1977 года    |
| 9  | Селенгинск    | Кабанский район          | ↘13 075          | 1961 года    |
| 10 | Таксимо       | Муйский район            | ↘7140            | 1989 года    |
| 11 | Усть-Баргузин | Баргузинский район       | ↘6064            | 1938 года    |
| 12 | Янчукан       | Северо-Байкальский район | ↘230             | 1982 года    |

### Утратившие статус пгт
- Аршан — пгт с 1975 года. Преобразован в сельский населённый пункт в 1979 году[8].
- Багдарин — пгт с 1973 года. Преобразован в сельский населённый пункт в 1990 году.
- Баргузин — пгт с 1973 года. Преобразован в сельский населённый пункт в 2004 году.
- Баянгол — пгт с 1949 года. Преобразован в сельский населённый пункт в 2003 году.
- Выдрино — пгт с 1956 года. Преобразован в сельский населённый пункт в 2003 году.
- Джида — пгт с 1973 года. Преобразован в сельский населённый пункт в 2013 году.
- Городок — пгт с 1938 года. Преобразован в город в 1944 году[8].
- Гоуджекит — пгт с 1978 года. Упразднён в 1991 году.
- Гусиное Озеро — пгт с 1941 года. Преобразован в сельский населённый пункт в 2005 году.
- Заречный — пгт с 1983 года. Включён в состав города Улан-Удэ в 2009 году.
- Иволгинск — пгт с 1973 года. Преобразован в сельский населённый пункт в 1991 году.
- Ильинка — пгт с 1974 года. Преобразован в сельский населённый пункт в 2005 году.
- Илька — пгт с 1973 года. Преобразован в сельский населённый пункт в 2004 году.
- Инкур — пгт с 1942 года. Исключён из учётных данных в 1966 году[8].
- Кырен — пгт с 1975 года. Преобразован в сельский населённый пункт в 1990 году.
- Мысовск — пгт с 1925 года. Преобразован в город Бабушкин в 1941 году.
- Новоильинск — пгт с 1973 года. Преобразован в сельский населённый пункт в 2004 году.
- Новокижингинск — пгт с 1977 года. Преобразован в сельский населённый пункт в 2003 году.
- Северобайкальск — пгт с 1975 года. Преобразован в город в 1980 году[8].
- Селендума — пгт с 1948 года. Преобразован в сельский населённый пункт в 2005 году.
- Сокол — пгт с 1975 года. Включён в состав города Улан-Удэ в 2009 году.
- Танхой — пгт с 1934 года. Преобразован в сельский населённый пункт в 2013 году.
- Тоннельный — пгт с 1978 года. Преобразован в сельский населённый пункт в 2004 году.
- Турка — пгт с 1974 года. Преобразован в сельский населённый пункт в 2006 году[9].
- Холтосон — пгт с 1952 года. До 1959 года носил название Нижний Холтосон. Преобразован в сельский населённый пункт в 2003 году.
- Хоринск — пгт с 1973 года. Преобразован в сельский населённый пункт в 1990 году.
- Чикой — пгт с 1938 года. Преобразован в сельский населённый пункт в 2004 году[10].
- Шахты — пгт с 1948 года. Преобразован в город Гусиноозёрск в 1953 году[8].

## История
В конце XIX века на территории современной Бурятии было четыре города: Верхнеудинск, Селенгинск, Троицкосавск (со слободами) и Баргузин. После строительства Транссибирской магистрали появился пятый город — Мысовск (ныне Бабушкин).
По данным Первой Всероссийской переписи населения 1897 года, процент грамотных в городах среди жителей в возрасте до 60 лет составлял: 29 % в Селенгинске, 30 % в Баргузине, 38 % в Троицкосавске, 40 % в Верхнеудинске.
Начавшееся в первой половине 1930-х годов крупное промышленное строительство вызвало приток населения в города. С 1923 по 1939 год удельный вес горожан в общей массе населения вырос с 9,2 % до 30,7 %. К концу 1930-х годов возникли рабочие посёлки, имеющие черты города: Усть-Баргузин, Шахты (с 1953 — Гусиноозёрск), Джидастрой (с 1959 — Закаменск), Нижнеангарск.
Изменение численности населения в городах Бурятии происходило в большей степени за счёт миграций из сельской местности. Наблюдалось значительное увеличение числа бурят-горожан: в 1939 году уровень урбанизованности бурят составил 9 %, в 1959 году — 16,6 %.
До конца 1950-х годов для Бурятии был характерен средний уровень урбанизации по сравнению с другими регионами Восточной Сибири. На 1 января 1951 года доля городского населения республики составляла 35,3 %, а на 1 января 1959 года — 41,1 %. К 1959 году статус города получили Закаменск, Бабушкин и Гусиноозёрск. Скорость урбанизации значительно выросла в 1960—1980-е годы. В 1970 году в городах проживало 44,6 % населения, в 1979 году — 56,9 %, в 1989 году — 61,5 %.